# Bārīk Kolā
Bārīk Kolā (persiska: باريك كلا, باريك كَلا) är en ort i Iran.   Den ligger i provinsen Mazandaran, i den norra delen av landet, 150 km nordost om huvudstaden Teheran. Antalet invånare är 969.
Terrängen runt Bārīk Kolā är mycket platt, och sluttar norrut. Runt Bārīk Kolā är det tätbefolkat, med 286 invånare per kvadratkilometer. Närmaste större samhälle är Babol, 4,1 km söder om Bārīk Kolā. Trakten runt Bārīk Kolā består till största delen av jordbruksmark.